# Юкікадзе (1940)
«Юкікадзе» (яп. 雪風, ゆきかぜ) — ескадрений міноносець Імперського флоту Японії, восьмий корабель типу «Каґеро». Один із найпрославленіших есмінців японського флоту, який брав участь у Другій світовій війні, і єдиний із кораблів типу що пережив її. Йому належить рекорд пройденої відстані серед японських есмінців — понад 100 000 миль. Після закінчення війни був переданий ВМС Китайської Республіки де прослужив до 1970 року.

## Історія служби
Ескадрений міноносець «Юкікадзе» закладено 2 серпня 1938 року на верфі ВМФ у Сасебо. Корабель спустили на воду 24 березня 1939 року, ввели в експлуатацію 20 січня 1940 року.

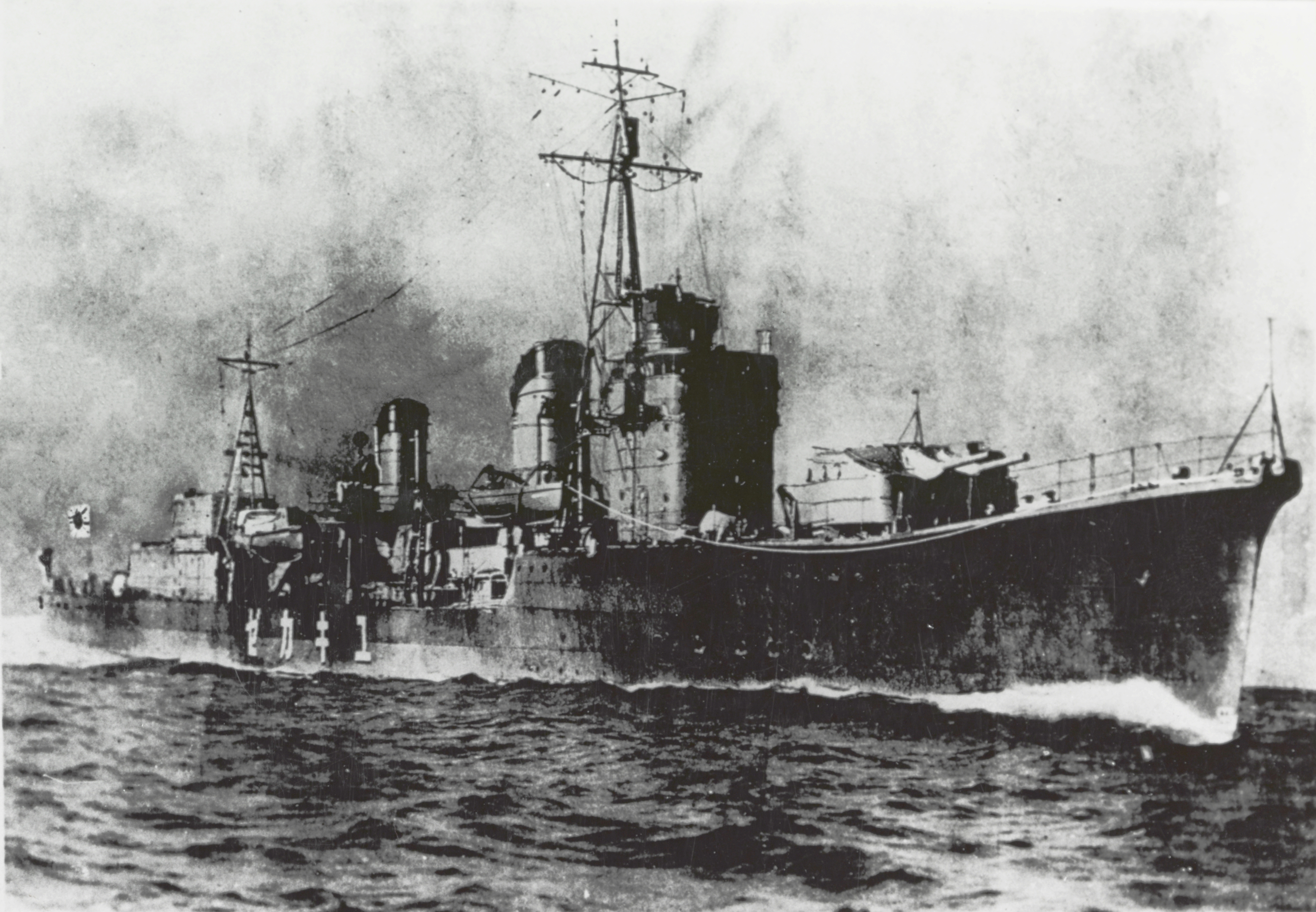
«Юкікадзе» у Сасебо в 1940 році

На момент вступу Японії до Другої світової «Юкікадзе» належав до 16-ї дивізії ескадрених міноносців. 1 грудня 1941-го дивізія прибула з Японії до Палау (важлива база на заході Каролінських островів), а 6 грудня її есмінці вийшли звідси для прикриття загону легкого авіаносця «Рюджьо», який в день нападу на Перл-Гарбор здійснив рейд на Давао (південне узбережжя філіппінського острова Мінданао). 12 грудня «Юкікадзе» та інші есмінці дивізії прикривали висадку десанту на південно-східному завершенні острова Лусон у Легаспі (японське командування запланувало кілька допоміжних десантів на Філіппінах, що мали передувати вторгненню головних сил до затоки Лінгаєн на заході Лусону).
Через кілька діб «Юкікадзе» залучили до підтримки десанту в Ламон-Бей (також на східному узбережжі Лусону, але північніше від Легаспі). Призначені для останнього сили вийшли 17 числа з острова Амаміосіма (архіпелаг Рюкю) та 24 числа без особливого спротиву здійснили висадку.
У першій декаді січня 1942-го 16-ту дивізію залучили до прикриття десантної операції в районі Менадо на північно-східному півострові острова Целебес (Сулавесі), висадкова частина якої відбулась в ніч проти 11 січня. Далі «Юкікадзе» залучили до прикриття сил висадки в Кендарі на південно-східному півострові Целебесу, десантування на якому провели в перші години 24 січня.
Наприкінці січня 1942-го «Юкікадзе» разом з іншими есмінцями своєї дивізії провадив прикриття висадки на острів Амбон, десантування на який почалось у ніч на 31 число. Цього разу бої з союзними силами затягнулись на кілька діб і лише 3 лютого острів узяли під повний контроль.
У середині лютого 1942-го «Юкікадзе» залучили до прикриття операції оволодіння островом Тимор. У межах останньої 16—17 лютого з Амбону вийшли два транспортні загони, а сама висадка відбулась 20 лютого.
25 лютого «Юкікадзе» разом з трьома іншими есмінцями своєї дивізії та легким крейсером «Джінцу» вийшли з Купангу (західна частина Тимора) для участі у прикритті сил вторгнення на Яву. 27—28 лютого «Юкікадзе» у складі великого загону взяв участь у битвах в Яванському морі, зокрема в торпедній атаці на вороже з'єднання. Перемога в битвах дозволила відновити рух конвою з військами та 1 березня розпочати висадку на сході Яви.
Протягом березня 1942-го «Юкікадзе» ніс протичовнову службу в Яванському морі, а 29 березня рушив з Амбону на схід у межах операції зайняття північного узбережжя Нової Гвінеї. У цьому поході есмінець провів майже місяць і лише 25 квітня прибув до Давао. Наступної доби «Юкікадзе» вирушив з Давао до Японії і 2 травня прибув до Куре.
В Японії «Юкікадзе» пройшов короткотривалий доковий ремонт, а 21—25 травня 1942-го в межах підготовки операції проти атола Мідвей він разом з іншими есмінцями 16-ї (а також 15-ї та 18-ї) дивізії пройшов з Куре на острів Сайпан (Маріанські острови). 28 травня есмінці вийшли з Сайпану, супроводжуючи транспорти з військами. Катастрофічна поразка авіаносного з'єднання в битві 4—5 червня під Мідвеєм призвела до скасування операції та повернення транспортного конвою на базу.
11 липня 1942-го «Юкікадзе» разом зі ще одним есмінцем тієї ж дивізії «Токіцукадзе» вирушили з Йокосуки, ескортуючи транспорт. 15—21 липня цей загін перебував у Такао (наразі Гаосюн на Тайвані), а потім вирушив до Рабаула — головної передової бази японців у архіпелазі Бісмарка, з якої провадились операції на Соломонових островах та сході Нової Гвінеї. 29 липня біля кораблів Адміралтейства до них приєднався важкий крейсер «Чьокай» (йшов до того під охороною двох есмінців, які тепер попрямували на Трук — головну японську базу в регіоні, розташовану в центральній частині Каролінських островів). 30 липня загін досягнув Рабаула, де з крейсера зійшов на берег штаб Восьмого флоту (був створений для проведення операцій у Меланезії). 31 липня — 1 серпня «Юкікадзе» та «Токіцукадзе» відескортували «Чьокай» до Кавієнга на північному завершенні острова Нова Ірландія (друга за важливістю японська база у архіпелазі Бісмарка), де той приєднався до загону важких крейсерів. Есмінці ж рушили далі на північ та 4 серпня прибули на Трук, а 5—12 серпня ескортували важкий крейсер «Могамі» (який зазнав пошкоджень ще під час битви за Мідвей та відтоді ремонтувався на Труці) для ремонту в Японії.
2—9 вересня 1942-го «Юкікадзе» супроводив ескортний авіаносець «Унйо» до Труку, після чого вийшов разом з великим з'єднанням, яке два тижні патрулювало північніше від Соломонових островів, а 23 вересня повернулось на Трук.
11 жовтня 1942-го «Юкікадзе» вийшов у складі охорони авіаносного з'єднання адмірала Наґумо. 12—13 жовтня він разом з есмінцем «Амацукадзе» зробили рейд до острова Ндені (острови Санта-Круз за п'ять з половиною сотень кілометрів на схід від Гуадалканалу), щоб перевірити припущення про існування тут бази гідролітаків союзників. 26 жовтня сталося зіткнення авіаносних з'єднань, відоме як битва біля островів Санта-Круз, під час якої «Юкікадзе» так само охороняв загін Наґумо. За кілька діб після неї флот повернувся на Трук.
У першій половині листопада японське командування організувало масштабну операцію задля доставки підкріплень на Гуадалканал (яка в підсумку вилилась у вирішальну битву надводних кораблів біля острова). 9 листопада з Труку вийшов загін адмірала Абе, два лінкори якого напередодні підходу транспортів мали провести артилерійський обстріл аеродрому Гендерсон-Філд (за місяць до того така операція була проведена доволі вдало). «Юкікадзе» разом зі ще 10 есмінцями та 1 легким крейсером складали охорону головних кораблів.
У ніч проти 13 листопада 1942-го біля Гуадалканалу загін Абе перестріло американське з'єднання із крейсерів та есмінців, яке зазнало значних втрат, проте зірвало обстріл аеродрому. Під час цього бою «Юкікадзе», ймовірно, вів бій з есмінцями «Кашингг» та «Леффі» і торпедував останній, що стало однією з причин загибелі американського корабля (до того його поцілив снарядом головного калібру лінкор «Хіей»). Втім, існують й інші претенденти на запуск торпеди, яка уразила «Леффі». 13 листопада «Юкікадзе» зняв з пошкодженого лінкора «Хіей» командувача операції адмірала Абе і також частину екіпажу (в нічному бою лінкор зазнав численних влучань снарядами й був полишений після отриманих в денний час нових пошкоджень від авіації). На відміну від багатьох інших японських кораблів, «Юкікадзе» дістав у битві лише незначні пошкодження. Втім, він не брав участі у другому бою при Гуадалканалі в ніч проти 15 листопада, а 18 листопада повернувся на Трук.
5—10 грудня 1942-го «Юкікадзе» разом з есмінцем «Хацуюкі» ескортували авіаносець «Хійо» з Труку до Куре, а 18—23 січня 1943-го «Юкікадзе» пройшов з Японії на Трук у складі охорони авіаносців «Дзуйкаку» та «Дзуйхо».
Невдовзі «Юкікадзе» опинився на якірній стоянці Шортленд (прикрита групою невеликих островів Шортленд акваторія біля південного завершення острова Бугенвіль, де зазвичай відстоювались бойові кораблі та перевалювались вантажі для подальшої відправки далі на схід Соломонових островів), а 1, 4 та 7 лютого у складі великого загону есмінців здійснив рейси для евакуації японських військ з Гуадалканалу.
10—12 лютого 1943-го «Юкікадзе» ескортував з Шортленду на Трук есмінець Майкадзе, який під час другого виходу для евакуації Гуадалканалу зазнав значних пошкоджень. Після цього 14 лютого «Юкікадзе» прибув до Рабаула.
18 лютого 1943-го «Юкікадзе» та ще два есмінці рушили для супроводу переобладнаного легкого крейсера «Гококу-Мару» та авіатранспорту «Гошу-Мару» до півострова Сурумі (центральна частина південного узбережжя Нової Британії), де японці мали резервний аеродром у Гасматі, призначений для забезпечення аварійних посадок літаків, які здійснювали операції на Новій Гвінеї. 21 лютого вони повернулись у Рабаул.
Невдовзі «Юкікадзе» задіяли у великій конвойній операції із доставки підкріплень та припасів на Нову Гвінею для гарнізону Лае (у глибині затоки Хуон). 28 лютого конвой полишив Рабаул та попрямував на захід, а в період з 1 по 4 березня був повністю розгромлений ворожою авіацією в битві у морі Бісмарка. 2 березня «Юкікадзе» разом з есмінцем «Асагумо» підібрали вцілілих з потопленого транспорту «Кйокусей-Мару» та, користаючись своєю швидкістю, доправили їх до Лае, а вранці 3 березня повернулись до конвою. 3 березня «Юкікадзе» зняв екіпаж та військовослужбовців з есмінця «Токіцукадзе», який був уражений бомбами та втратив хід (можливо відзначити, що на борту «Токіцукадзе» перебував командувач 18-ю армією та його штаб). У ніч проти 4 березня «Юкікадзе» провадив рятувальні операції та виявив «Токіцукадзе», що дрейфував. З останнього навіть зняли ще два десятки членів екіпажу, полишених під час основної евакуації, проте, враховуючи наявність на борту «Юкікадзе» великої кількості врятованих, а також численних військовослужбовців, які залишались у навколишніх водах після потоплення інших кораблі, від ідеї буксирування «Токіцукадзе» відмовились. У підсумку 4 березня «Юкікадзе» прибув у Кавієнг (друга за значенням японська база у архіпелазі Бісмарка на північному завершенні острова Нова Ірландія) для дозаправки, а 5 березня доставив урятованих у Рабаул.
7—8 березня 1943-го «Юкікадзе» пройшов на стоянку Шортленд, звідки виконав кілька транспортних рейсів на Соломонові острови — відомо, що 13 березня він ходив до острова Коломбангара (західна частина архіпелагу Нью-Джорджія), а 2 квітня до затоки Реката-Бей на північному узбережжі острова Санта-Ісабель (тут, північніше від Нью-Джорджії, перебувала база японської гідроавіації). В останньому випадку «Юкікадзе» був частиною загону із трьох есмінців.
У середині квітня 1943-го «Юкікадзе» задіяли для перевезень у західному напрямку. 10 квітня він вирушив до новогвінейського Фіншхафену (на східному завершенні півострова Хуон), проте цей похід скасували через повітряну загрозу і есмінець розвантажився у Тулуву на мисі Глочестер, який утворює західне завершення острова Нова Британія (на протилежному березі протоки від Фіншхафену).
13—16 квітня 1943-го «Юкікадзе» пройшов з Рабаула на Трук, звідки 3—8 травня разом зі ще двома есмінцями та легким крейсером ескортував до Японії авіаносці «Дзуйкаку» і «Дзуйхо». Після цього «Юкікадзе» пройшов певну модернізацію, під час якої, зокрема, отримав додаткову строєну 25-мм зенітну установку. 16 червня 1943-го «Юкікадзе» знову вирушив до зони бойових дій, разом зі ще 6 есмінцями здійснюючи ескортування великого угруповання (3 ескортні авіаносці, 2 лінкори та 2 важкі крейсери) з Японії на Трук. 21 червня цей загін прибув до пункту призначення, а 23—28 червня «Юкікадзе» та легкий крейсер «Наґара» здійснили рейс для доставки підкріплень на острів Науру та назад (на зворотному шляху до них також приєднався есмінець «Хамакадзе»).
30 червня 1943-го американські війська висадились на островах Нью-Джорджія, що започаткувало тримісячну битву за цей архіпелаг у центральній частині Соломонових островів. Того ж дня «Юкікадзе» та два есмінці вийшли для супроводу важкого крейсера «Чьокай». 2 липня цей загін прибув до Рабаулу, а 5 липня досягнув Шортленду. В наступні два з половиною тижні «Юкікадзе» разом з іншими есмінцями здійснив цілий ряд рейсів до Коломбангари, переважно виконуючи функцію прикриття. Такі виходи відбувались 9, 12, 19 та 23 липня, при цьому під час другого він став учасником битви при Коломбангарі. У ній він разом з іншими кораблями провів торпедну атаку, унаслідок якої був потоплений есмінець «Гвін» та пошкоджені легкі крейсери «Гонолулу» і «Сент-Луїв».
У останній декаді липня 1943-го «Юкікадзе» пройшов з Рабаула на Трук. 28 серпня — 2 вересня він разом зі ще одним есмінцем супроводжував до Куре важкий крейсер «Кумано» та ескортний авіаносець «Тайо». У цей візит до Японії з «Юкікадзе» зняли одну установку головного калібру та встановили на її місце дві строєні 25-мм зенітні установки.
З 8 жовтня по 5 листопада 1943-го «Юкікадзе» супроводжував авіаносець «Рюхо», який пройшов з Куре до Сінгапуру (тут він перебував з 19 по 26 жовтня) та назад.

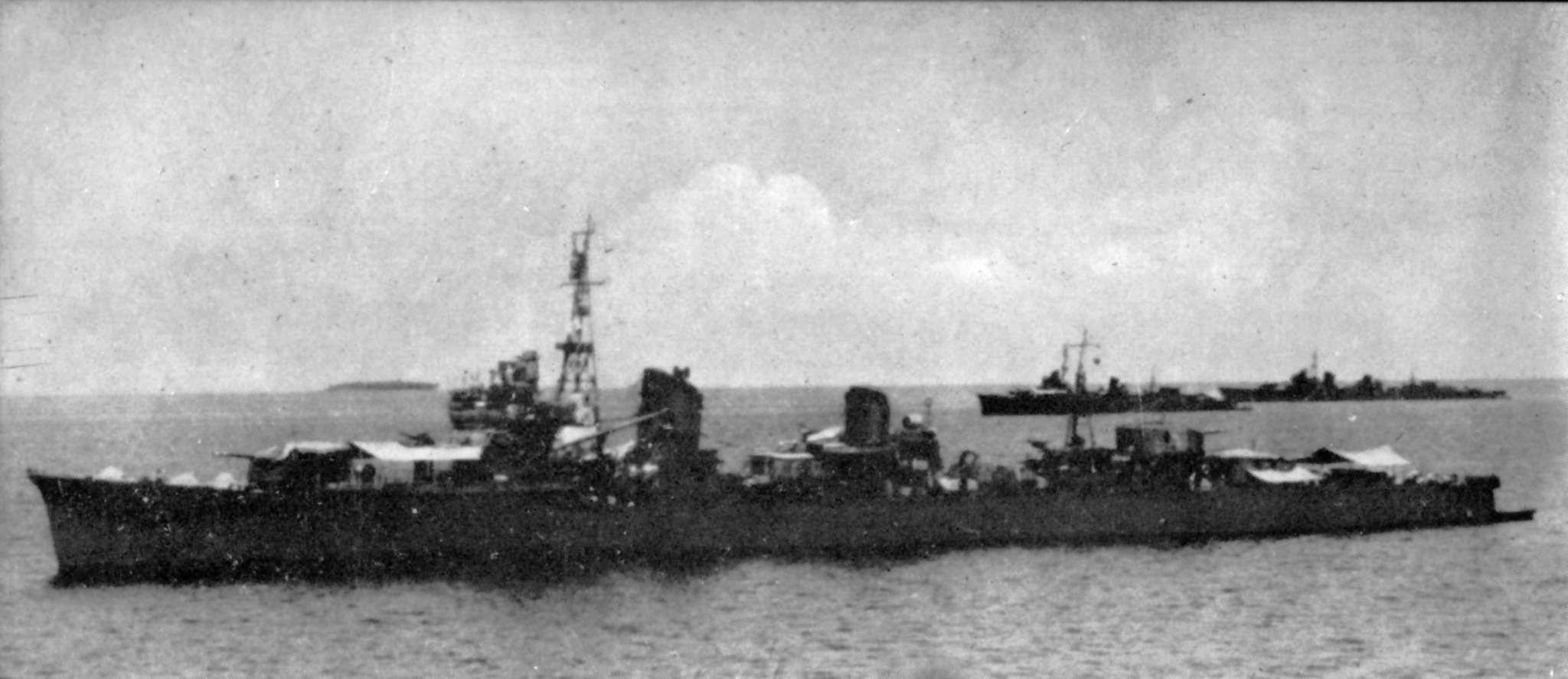
«Юкікадзе» у Рабаулі 23 жовтня 1943

14—23 листопада 1943-го «Юкікадзе» ескортував з Йокосуки на Трук конвой №3115, а 5—14 грудня пройшов назад в охороні конвою № 4205A.
11 січня 1944-го «Юкікадзе» разом зі ще одним есмінцем своєї дивізії «Амацукадзе» та гідроавіаносцем «Чітосе» почав ескортування танкерного конвою HI-31 з Моджі до Сінгапура. 16 січня в Південнокитайському морі на схід від узбережжя Центрального В'єтнаму підводний човен торпедував «Амацукадзе», тоді як інші кораблі загону дістались пункту призначення 20 січня (можливо відзначити, що полишений «Амацукадзе» дрейфував шість діб та у підсумку був повернутий на службу). А в період з 25 січня по 4 лютого «Юкікадзе» та «Чітосе» провели ті самі танкери (тільки тепер як конвой HI-32) з Сінгапуру до Моджі.
В наступні кілька місяців «Юкікадзе» виконав цілий ряд завдань з ескортування надводних кораблів флоту. Так, 20 лютого — 4 березня 1944-го він разом зі ще одним есмінцем супроводжував «Тітосе» до Сайпану (Маріанські острови), а потім назад у Японію. 29 березня — 7 квітня так само зі ще одним есмінцем «Юкікадзе» проескортував авіаносець «Дзуйхо» з Йокосуки на Гуам (Маріанські острови) і далі до Куре. 20 квітня — 1 травня «Юкікадзе» та три інші есмінці ескортували лінкор «Ямато» та важкий крейсер «Мая» з Куре через Манілу до стоянки Лінгга поблизу Сінгапура (через дії американських підводних човнів на комунікаціях довелось перебазовувати флот ближче до районів видобутку нафти). А 12—15 травня есмінець брав участь у супроводі флоту з Лінгга до Таві-Таві (у філіппінському архіпелазі Сулу поряд з нафтовидобувними районами острова Борнео). За кілька діб після прибуття до Таві-Таві «Юкікадзе» пошкодив гвинт об риф, внаслідок чого не міг розвивати швидкість більшу за 25 вузлів.
У середині червня 1944-го американці розпочали операцію з оволодіння Маріанськими островами, які розглядались японським командуванням як складова частина головного оборонного периметра імперії. Головні сили японського флоту вийшли для контратаки, проте зазнали поразки в битві у Філіппінському морі. «Юкікадзе» при цьому супроводжував загін постачання та 20 червня зняв екіпаж з ураженого бомбами танкера «Сейо-Мару», після чого добив це судно торпедою. 23 червня 1944-го «Юкікадзе» прибув до моря Сулу, а з 26 червня по 2 липня супроводжував танкерний конвой до Куре, де став на доковий ремонт, який тривав до 15 серпня.
22 вересня — 4 жовтня «Юкікадзе» разом з іншими есмінцями 17-ї дивізії (до цього підрозділу його перевели в березні 1944-го) супроводжував з Куре до Лінгга лінкори «Фусо» та «Ямасіро».
Усього за кілька тижнів після прибуття «Юкікадзе» до району Сінгапуру американці розпочали операцію на Філіппінах і 18 жовтня головні сили японського флоту полишили Лінгга. Вони пройшли через Бруней, після чого розділились на два з'єднання. «Юкікадзе» увійшов до ескорту головних сил адмірала Куріти, які 24 жовтня під час слідування через море Сібуян (внутрішня частина Філіппінського архіпелагу на південь від острова Лусон) стали ціллю для потужних ударів американської авіації. Далі Куріта вийшов до Тихого океану і 25 жовтня провів бій біля острова Самар з групою ескортних авіаносців. Під час останнього «Юкікадзе» взяв участь у торпедній атаці на авіаносці та в потопленні есмінця «Джонстон». Після цього бою розпочався відступ залишків японського флоту і «Юкікадзе» супроводжував їх до Брунею.
9—12 листопада 1944-го «Юкікадзе» виходив із Брунею до моря Сулу в межах операції з доправлення підкріплень на острів Лейте.
16—24 листопада 1944-го «Юкікадзе» та ще 3 есмінці і легкий крейсер супроводжували лінкори «Ямато», «Наґато» та «Конґо» з Брунею до Куре (а від островів Спратлі до Мако їм також допомагали 2 ескортні есмінці). На другому етапі переходу, після загибелі 21 листопада у Східнокитайському морі «Конґо», «Юкікадзе» продовжив ескортування двох інших лінкорів лише з легким крейсером «Яхаґі».
28 — 29 листопада 1944-го «Юкікадзе» разом з двома іншими есмінцями супроводжували авіаносець «Шінано», який прямував з Йокосуки для добудови у Внутрішньому Японському морі. На цьому переході «Сінано» був торпедований та підводним човном.
29 грудня 1944-го «Юкікадзе» вийшов з порту Моджі для супроводу конвою з військами на Формозу, після чого повернувся назад до Японії та до початку квітня 1945-го перебував у Внутрішньому Японському морі.

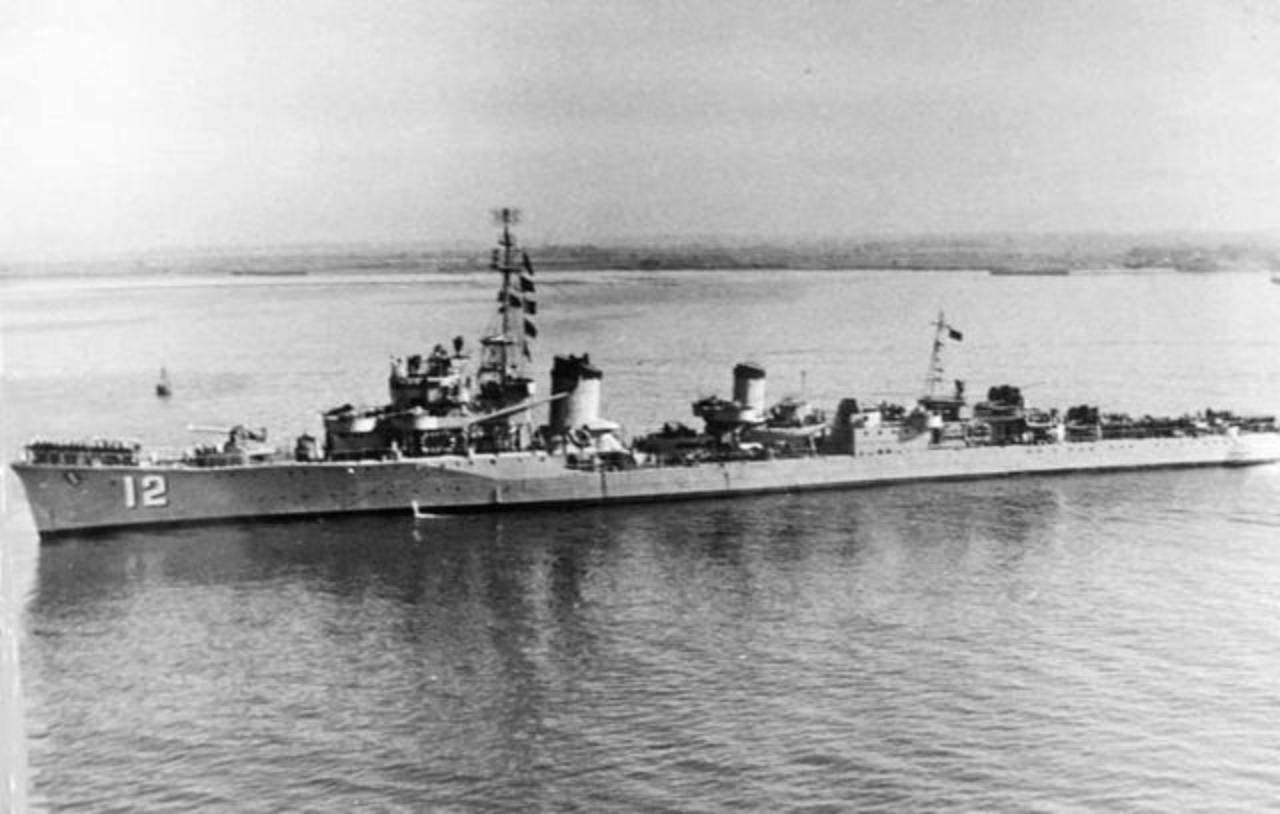
Корабель як китайський есмінець «Дан-Ян»

6—7 квітня 1945-го «Юкікадзе» входив до ескорту лінкора «Ямато», що вирушив у самогубну місію проти союзного флоту, який розпочав операцію на Окінаві. Хоча більшість загону разом з «Ямато» загинуло, «Юкікадзе» знову пощастило вціліти, ба більше, він дістав лише незначні пошкодження від обстрілу з повітря (загинуло 3 члена екіпажу). У цьому рейді «Юкікадзе» підбирав уцілілих з «Ямато», а потім зняв людей з есмінця «Ісокадзе» та добив його торпедами.
У середині травня 1945-го «Юкікадзе» перейшов з Куре до Майдзуру (обернене до Японського моря узбережжя острова Хонсю), де й ніс патрульно-ескортну службу до кінця війни. 30 липня корабель зазнав незначних пошкоджень від обстрілу з повітря, загинув один член екіпажу.
Невдовзі після капітуляції Японії, 5 жовтня 1945-го, «Юкікадзе» виключили зі списків ВМФ. Після цього він певний час використовувався для репатріації японських громадян із раніше окупованих територій (при цьому йому випало знову відвідати Рабаул, з яким була пов'язана значна частина активної бойової служби «Юкікадзе»).
6 липня 1947-го корабель передали ВМС Китайської республіки, де його перейменували у «Дан-Ян». Після приходу до влади в країні комуністів на чолі з Мао Цзедуном в ході громадянської війни в Китаї 1946—1950 років, уряд Чан Кайші вивів есмінець на Тайвань, де він прослужив до передачі на злам у 1970 році. Штурвал та якір «Юкікадзе» були передані до морського музею в Етаджімі, де експонуються і нині.